# Croix de chemin d'Allègre
La croix de chemin d'Allègre ou de la Fontaine d'Armand est une croix de chemin située en France sur la commune d'Allègre, dans la région Auvergne-Rhône-Alpes.

## Localisation
La croix de chemin est située dans le département français de la Haute-Loire, sur la commune d'Allègre, dans l'ancienne région administrative d'Auvergne.

## Historique
La croix, érigée au début du XVIe siècle, faisait autrefois partie du cimetière qui entourait l'église paroissiale avant sa désaffection. Le fut a été restauré en 1960.

## Description
Mesurant trois mètres de hauteur, son fût et son bras adoptent une forme cylindrique. Elle présente une représentation du Christ d'un côté et une couronne de l'autre. La base polygonale est ornée d'écussons sculptés sur chaque face et comporte des inscriptions gothiques, dont beaucoup sont martelées et indéchiffrées.
Au bas de la croix se trouve un linteau utilisé comme support pour les cercueils provenant du sud d’Allègre, communément désigné sous le nom de « pierre des morts » : les cercueils des personnes décédées hors de la commune étaient présentés au pied de cette croix avant leur entrée à l'église.

## Protection
La croix de chemin est classée au titre des monuments historiques par arrêté du 5 août 1932.